# Заседа (филм из 1987)
Заседа (енгл. Stakeout) је криминалистичка филмска комедија из 1987. године у режији Џона Бедема, а по сценарију Џим Коуфа. Главне улоге играју: Емилио Естевез, Ричард Драјфус, Мадлен Стоу и Ејдан Квин.

## Радња
Опасни криминалац Ричард Монтгомери побегао је из затвора. Једно од ретких места где би се могао појавити је кућа његове бивше девојке Марије, која сада живи сама, у програму заштите. Полицијски партнери Крис и Бил су задужени да тајно надгледају њен дом. У процесу надзора има много смешних ситуација. Поред тога, Крису се допала Марија и постепено се заљубљује. Одлучује да је упозна романтичним признањем. Али одбегли злочинац је и даље у потрази за бившом девојком, а догађаји добијају опасан обрт.